# Michael F. P. Huber
Michael F. P. Huber (* 25. November 1971 in Innsbruck) ist ein österreichischer Komponist und Musiklehrer.

## Leben
Der Tiroler Michael F. P. Huber besuchte in Innsbruck das Musikgymnasium. Er lernte die Instrumente Klavier, Violine und Posaune. 1990 bis 1992 erhielt er von Peter Suitner privaten Kompositionsunterricht, 1991 bis 1992 studierte er Musikwissenschaft und Pädagogik an der Universität Innsbruck. Danach wechselte er an die Universität für Musik und Darstellende Kunst in Wien, wo er von 1992 bis 1998 Komposition und Musiktheorie studierte. Seine Lehrer waren Iván Eröd (Tonsatz, Harmonielehre, Kontrapunkt), Kurt Schwertsik (Komposition), Klaus-Peter Sattler (Medienkomposition, Filmmusik) und Christian Mühlbacher (Jazztheorie und Arrangement). Von 1997 bis 1999 war er mehrfacher Stipendiat der Filmwerkstatt Essen und Teilnehmer an den „European Film Music Workshops“. Von 1998 bis 2001 war er als Komponist, Arrangeur, Notensetzer und privater Klavier- bzw. Theorielehrer tätig, von 2001 bis 2002 dann als Sound Editor bei der Vienna Symphonic Library. In der Folgezeit arbeitete er als privater Klavier- und Kompositionslehrer in Wien, ehe er 2004 seine Tätigkeit für das Tiroler Musikschulwerk aufnahm. Seither unterrichtet er Klavier, Musiktheorie sowie Kammermusik und ist als Korrepetitor tätig. Zudem ist er regelmäßig als Musiker an verschiedenen Konzertprojekten beteiligt.

## Werke (Auswahl)

### Symphonien
- Symphonie Nr. 1, op. 38 für kleines Orchester – Uraufführung (UA) 28. Februar 2009, Canisianum Innsbruck, Kammerorchester InnStrumenti, Gerhard Sammer
- Symphonie Nr. 2, op. 44 für großes Orchester – UA 23. Jänner 2011, Kaiser-Leopold-Saal Innsbruck, Orchester der Akademie St.Blasius, Karlheinz Siessl
- Symphonie Nr. 3, op. 52[1] – UA 7. März 2013, Kaiser-Leopold-Saal Innsbruck, Orchester der Akademie St. Blasius, Karlheinz Siessl
- Symphonie Nr. 4, op. 64[2] – UA 26. März 2017, Veranstaltungszentrum VIER und EINZIG Innsbruck, Maria Ladurner, Sopran, Orchester der Akademie St.Blasius, Karlheinz Siessl
- Symphonie Nr. 5, op. 67 “Maximilianus” für symphonisches Blasorchester – UA 23. Juli 2019, Hofburg Innsbruck, Korps der Bundeswehr Deutschland, Christoph Scheibling
- Symphonie Nr. 6 mit obligater Orgel, op. 71 „per aspera ad astra“  – UA 22. Juli 2023, Stiftsbasilika Stams, Elias Praxmarer, Orchester der Akademie St.Blasius, Karlheinz Siessl

### Musiktheater
- Bergkristall, Op.69. Oper nach der gleichnamigen Erzählung von Adalbert Stifter (Libretto: Alois Schöpf) – UA 21. Mai 2023, Kammerspiele Tiroler Landestheater Innsbruck. Dale Albright (Lehrer), Alec Avedissian (Schuster), Annina Wachter (Schusterin), Lisa-Marie Hilber (Konrad), Hannah-Theres Weigl (Sanna) Susanna von der Burg (Großmutter) Johannes Maria Wimmer (Großvater), Sascha Zarrabi (Hirte Philip / Priester), Kinderchor des Tiroler Landestheaters, Mitglieder des Extrachores, TENM – Tiroler Ensemble für Neue Musik, Hansjörg Sofka[3]

### Konzerte
- Konzert für Harfe und Orchester op. 50 – UA 30. April 2012, Stadtsaal Innsbruck, Martina Rifesser, Harfe, Orchester der Akademie St.Blasius, Karlheinz Siessl
- Konzert für Viola d'amore und Kammerorchester op. 51 – UA 16. Juni 2012, Konservatoriumsaal Innsbruck, Marianne Rônez, Viola d’amore, Orchester der Akademie St.Blasius, Karlheinz Siessl
- Konzert für Pauken und großes Orchester op. 53 – UA 20. Februar 2014, Saal Tirol Innsbruck, Robert Zorn, Pauken, Tiroler Landessymphonieorchester Innsbruck, Benjamin Shwartz
- Konzert für Percussion und Kammerorchester op. 56 – UA 29. November 2014, Canisianum Innsbruck, Julian Gruber, Percussion, Kammerorchester InnStrumenti, Gerhard Sammer
- Konzert für Klavier und Orchester op. 61 – UA 17. April 2016, Veranstaltungszentrum VIER und EINZIG Innsbruck, Michael Schöch, Klavier, Orchester der Akademie St.Blasius, Karlheinz Siessl
- Metsäpäälle für drei SolistInnen & Kammerorchester W.o.O. – UA 20. Oktober 2018 im Rahmen des Sonderkonzerts anlässlich 200 Jahre Musikverein Innsbruck, Canisianum Innsbruck, Laura-Maria Waldauf (Violine, Harfe, Stimme), Magdalena Waldauf (Violine, Kontrabass, Stimme), Matthias Waldauf (Akkordeon, Stimme), Kammerorchester InnStrumenti, Gerhard Sammer

### Ensemble- und Orchesterwerke
- „Jen la momento!“ für Streichorchester op. 35 – UA 7. September 2008, Klangspuren Schwaz, Orchester der Akademie St.Blasius, Karlheinz Siessl
- Partita für Streichorchester op. 41 – UA 3. Mai 2009, Konservatoriumsaal Innsbruck, Orchester der Akademie St.Blasius, Karlheinz Siessl
- Dudek Tri für Saxophon-Solo und Ensemble op. 72 – UA 11. Mai 2023, Kleiner Konzertsaal im Haus der Musik Innsbruck, Andreas Mader (Saxophon), Windkraft - Kapelle für Neue Musik, Kasper de Roo

### Klaviermusik
- Bagatellen op. 1 – UA 1993, ORF-Studio Tirol, Michael F.P. Huber, Klavier
- Toccata op. 7 – UA 1996, Jeunesse Konzerte Judenburg, Ingrid Marsoner, Klavier
- Veitstänze op. 22
- 30 Corona-Etüden – UA 5. September 2020, ORF Tirol Kulturhaus im Studio 3, Michael Schöch, Klavier (Konzert ohne Publikum, Livestream auf tirol.orf.at)[4]

### Kammermusik
- Streichquartett op. 10
- Streichsextett op. 13 – UA 12. März 2008, Theatersaal Völs, Ensemble Astarte
- Veitstänze op. 22

Version (2012) für 2 Violinen – UA 21. September 2012, Reiss-Engelhorn-Museen in Mannheim, Marie-Luise Dingler und Christoph Dingler
Version (2015) für Klarinette, Streicher und Schlagwerk
- Burlesken für Klarinette und Klavier op. 32
- "Cervoscarabo" für Holzbläsersextett op. 46 – UA 21. November 2010, ORF-Studio Bregenz, Ensemble Plus
- Streichtrio op. 47 – UA 30. Oktober 2011, ORF-Studio Bregenz, Ensemble Plus
- Nocturnes ("10 Nachtwanderungen") für Viola und Basstuba op. 49 – UA 21. April 2012, ORF-Studio Dornbirn, Andreas Ticozzi, Viola & Karlheinz Siessl, Basstuba
- Tarantella & Fuge über den Namen Brahms op. 54 – UA 21. Juni 2014, Claudia Saal Innsbruck, Camerata Innsbruck (Francesca Sgobba, Violine, Markus Huber, Viola, Lucia Tenan, Violoncello, Katharina Thöni, Klavier)
- Hommage an Kurt Gödel op. 55 (für Streichquartett) – UA 17. Juli 2014 im Rahmen der "1st VSL Joint Award Ceremony" der Konferenz "Summer of Logic 2014", Wien – Adamas Quartett (Claudia Schwarzl, Violine, Roland Herret, Violine, Anna Dekan, Viola, Jakob Gisler, Violoncello)
- Kvare Kvieto op. 57 (für Altflöte, Viola und zwei Violoncelli) – UA 15. Oktober 2014 im Rahmen der "Altacher Orgel Soireen", Pfarrzentrum Altach – Ensemble Plus (Anja Nowotny-Baldauf, Altflöte, Andreas Ticozzi, Viola, Jessica Kuhn und Esther Saladin, Violoncello)
- Trie Kvieto op. 58 (für Violine, Violoncello & Orgel) – UA 18. April 2015 im Rahmen der Künstlerischen Reihe "Europa Spirituell", St.-Nikolaus-Kirche, Innsbruck – Mitglieder der Camerata Innsbruck CINNS' (Michael Schöch, Orgel, Francesca Sgobba, Violine, Lucia Tenan, Cello)
- Variaĵaro op. 62 für Klarinette, Fagott, Horn, 2 Violinen, Viola, Cello, Kontrabass – UA 30. Oktober 2016 im Rahmen des „Festival of Culture“, Veranstaltungszentrum VIER und EINZIG Innsbruck, CAMERATA EUROPÆA, Maria Makraki.
- Ĉambretosono op. 63 (für Flöte, Oboe, Englischhorn, Klarinette in Es, Klarinette in B, Bassklarinette, Fagott, Kontrafagott, 2 Hörner, 2 Violinen, Viola, Cello, Kontrabass) – UA 16. Oktober 2016, Vierundeinzig, Innsbruck – "Windkraft Tirol, Kapelle für Neue Musik" & I Virtuosi Italiani, Kasper de Roo.
- Polpo vigla op. 68 (Bläseroktett für Querflöte, Klarinette, 2 Fagotte, 2 Trompeten und 2 Posaunen) (I. sufiĉe rapide / II. iranta / III.amuza kaj vigla / IV.elĉerpita / V.ŝtorma kortuŝita) – UA 1. Oktober 2021 DAS TIROL PANORAMA, Bergisel, Innsbruck – "Oktett der Akademie St. Blasius", Karlheinz Siessl.[5]
- Harfenquartett (für Harfe und Violine, Viola, Violoncello) (I. Preabulo e conflitto / II. Intermezzo lirico / III.Tempo primo) – UA 30. Mai 2026 GEA, Innsbruck – Kammerensemble der Akademie St. Blasius & Martina Rifesser (Harfe).

### Vokalmusik
- 12 & 1 Galgenlieder für Chor und Klavier op. 30
- UBI CARITAS für 3 Sopräne und Orgel op. 37
- "Missa Teriola" für Chor, Solisten, Bläserensemble und Pauken op. 48 – UA 2. Oktober 2011 Pfarrkirche Zirl, zum 15. Jahresjubiläum der Landesmusikschule Zirl
- "Nocturne" für Kammerchor op. 60 (Text: Ernst Munzinger (1887–1945)) – UA 19. März 2016 Heilig Geist Kirche Telfs, Vokalensemble STIMMEN, Leitung Thomas Kranebitter

### Orchestrierungen, Arrangements etc.
- Johann Rufinatscha: Symphonie in c-Moll (1846/2012) (Vervollständigung des überlieferten Fragments: Neukomposition der fehlenden Bläser- und Paukenstimmen durch Michael F.P. Huber. Auftragswerk des Tiroler Landesmuseum Ferdinandeum zum 200. Geburtstag des Österreichischen Symphonikers) – UA 24. November 2012, Oberschulzentrum Mals, Orchester der Akademie St. Blasius, Karlheinz Siessl
- Heinrich Isaac: A la battaglia (1487/2018) (Fassung für großes Orchester von Michael F.P. Huber. Auftragswerk zum Neujahrskonzert im Rahmen des Maximilianjahres 2019 zum Anlass des 500. Todestages Kaiser Maximilians I.) – UA 1. Januar 2019, Congress Innsbruck, Tiroler Symphonieorchester Innsbruck, Kerem Hasan

### Kompositionen für Musikschüler
- „Highway 62 Revisited“ op. 17 – Satirischer Walzer für großes Orchester (1999) (Kurt Schwertsik zum 62. Geburtstag gewidmet) – UA 1999, Musikschulorchester Imst, Sils (Schweiz)
- Flötentrio op. 23 (2004)
- Suite für 4 Flöten op. 24 (2004/05) – UA 2005,  Turmbund-Sonntagsmatinee, Innsbruck Ensemble „4 Four Flute“
- Bagatellen für Fagott und Klavier op. 27 (2005/06)
- Mikronetten für Flügelhorn & Bassklarinette op. 29 – UA bei Prima la musica 2008
- „Der Gelbe Schmetterling“ Singspiel nach einem Kinderbuch für Kinder- und Jugendchor, Solostimmen, Tänzer und gemischtes Ensemble op. 31 (2005/06) – UA 13. Juni 2008, Zirl
- „240 Finger auf der Jagd nach 1056 Tasten“ für 12 Klaviere zu 4 Händen op. 34 für einen Schüler-Klavierworkshop des Tiroler Musikschulwerks (Auftragswerk) – UA 3. Mai 2008, St. Johann in Tirol
- Sonatine für Klarinette und Klavier  op. 36 (auch Fassungen für Fagott und Klavier, Viola und Klavier)
- Concertino für Violine und Klavier op. 40 (Schülerliteratur für das Tiroler Musikschulwerk bzw. Prima la musica, mehrmalige Teilaufführungen von Musikschülern)
- Sonatine für Violine und Klavier op. 45
- „OCTOPUSte“ für 8 Trompeten op. 48b

## Veröffentlichungen

### Aufnahmen
- Metsäpäälle für drei SolistInnen & Kammerorchester W.o.O., Laura-Maria Waldauf (Violine, Harfe, Stimme), Magdalena Waldauf (Violine, Kontrabass, Stimme), Matthias Waldauf (Akkordeon, Stimme), Kammerorchester InnStrumenti, Gerhard Sammer. musikmuseum 57, CD13056, LC 27002, Vertrieb: NOTE 1, 2022.[6]
- Concertino für Perkussion und Kammerorchester op. 56, Julian Gruber, Percussion, Tiroler Kammerorchester InnStrumenti, Gerhard Sammer. musikmuseum 38, CD13037, LC 27002, Vertrieb: NOTE 1, 2018.[7]
- Symphonie Nr. 2, Partita op. 41 für Streichorchester; Jen la momento! op. 35 für Streichorchester, Orchester der Akademie St. Blasius, Karlheinz Siessl. musikmuseum 7, CD13006, LC 27002, Vertrieb: NOTE 1, 2010/11.[8]
- Konzert für Harfe und Kammerorchester op. 50, Konzert für Viola d'amore und Kammerorchester op. 51, Symphonie Nr.3 op. 52, Martina Rifesser, Harfe, Andreas Ticozzi, Viola d’amore, Orchester der Akademie St. Blasius, Karlheinz Siessl. musikmuseum 20, CD13019, LC 27002, Vertrieb: NOTE 1, c 2014.[9]
- Johann Rufinatscha – Symphonie Nr. 3 c-Moll (Bläser- und Paukenstimmen von Michael F.P. Huber), Orchester der Akademie St. Blasius, Karlheinz Siessl. musikmuseum 21, CD13021, LC 27002, Vertrieb: NOTE 1, c 2014.[10]
- Veitstänze op. 22 – Version für Klarinette, Streicher und Schlagwerk, Peter Golser, Klarinette und Mitglieder des Orchesters der Akademie St. Blasius, Karlheinz Siessl. musikmuseum 23, CD130022, LC 27002, Vertrieb: NOTE 1, 2015[11]
- Klavierkonzert, op. 61; Symphonie Nr.4, op. 64, Michael Schöch, Klavier, Maria Ladurner, Sopran, Orchester der Akademie St. Blasius, Karlheinz Siessl. musikmuseum 48, CD130047, LC 27002, Vertrieb: NOTE 1, 2020.[12]

### Noten
Notenmaterial ist überwiegend über die Edition Consonanza zu beziehen.
- Heinrich Isaac „Innsbruck, ich muss dich lassen“ für gemischten Chor. Satz: Michael F. P. Huber (1995), Preis beim Wettbewerb 50 Jahre Tiroler Sängerverband. Eberl, Mieders/Tirol, 96316-Ch[14]
- Veitstanz Nr.1 für zwei Violinen (Bearbeitung aus dem op. 22, Sonderpreis beim Crossover Composition Award 2012), Verlag: Peermusic Classical PEER3916.[15]

## Auszeichnungen
- 2015 Tiroler Landespreis für zeitgenössische Musik[16]
- 2016 Stadt Innsbruck: Hilde-Zach Kompositionsstipendium (Symphonie Nr. 4)